# Arjan Peters
Arjan Peters (Heemskerk, 1963) is een Nederlandse literatuurcriticus.

## Leven en werk
Na een studie Nederlandse taal- en letterkunde aan de Universiteit van Amsterdam werkte hij als literair criticus voor de opinietijdschriften De Groene Amsterdammer en Vrij Nederland, en vanaf 1992 tot 2020 bij de Volkskrant als schrijver van boekrecensies, interviews, rubrieken en columns. Sinds 2020 publiceert hij onder meer in Argus, Awater en HP/De Tijd. 
Peters was/is voorzitter of lid van de jury's van verschillende literatuurprijzen.Sinds 2021 is hij juryvoorzitter van de Hans Vervoort Prijs. Ook is hij sinds 2023 bestuurslid van de stichting Villa Maecenatis.
In 1998 werd hij geschorst in zijn functie bij de Volkskrant na beschuldigingen van schrijver Joost Zwagerman dat Peters boeken aanprees in de nieuwsbrief van het Literair Productiefonds die hij later in de Volkskrant negatief recenseerde. In mei 2020 werd Peters op non-actief gesteld nadat vragen waren gerezen over zijn omgang met vrouwelijke auteurs en zijn integriteit als recensent. In september 2020 oordeelde de kantonrechter dat de Volkskrant Peters per 1 december dat jaar mocht ontslaan vanwege een verstoorde vertrouwensrelatie na ongepast, maar geen grensoverschrijdend, gedrag in de omgang met schrijfsters. Zijn bewering dat hij nooit contact had opgenomen met schrijfsters was volgens de rechtbank aantoonbaar in strijd met de waarheid. Peters liet direct na deze uitspraak weten hiertegen in hoger beroep te gaan. Het Gerechtshof Amsterdam besloot in oktober 2021 dat het ontslag onterecht was.
Hij is getrouwd geweest met de Nederlandse schrijfster en filosofe Désanne van Brederode. Met haar heeft hij een zoon.